# Pfarrkirche St. Peter (Graz)

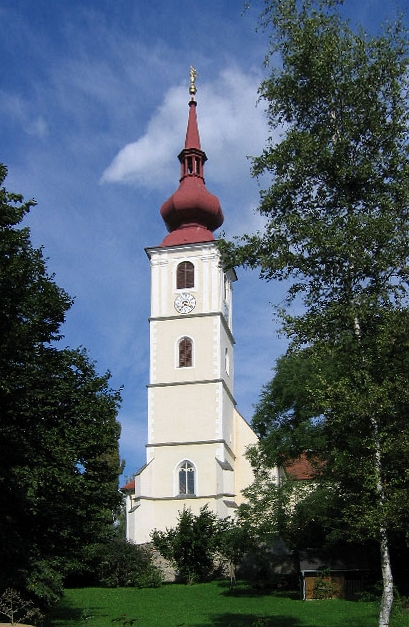
Pfarrkirche Graz-St. Peter

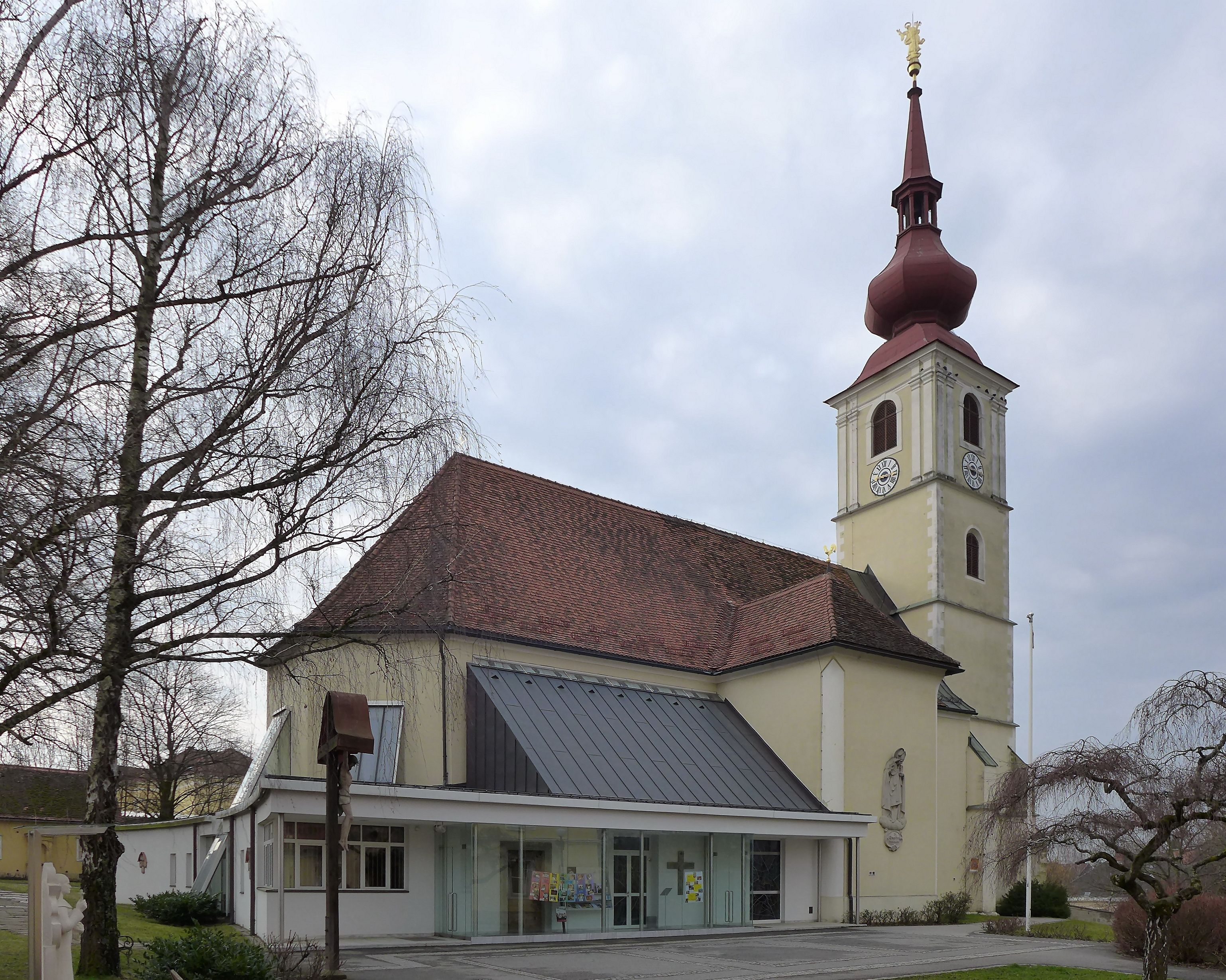
Pfarrkirche Graz-St. Peter mit Erweiterungsbau

Die Pfarrkirche Graz-St. Peter ist eine römisch-katholische Kirche im achten Grazer Stadtbezirk St. Peter.

## Geschichte und Gestaltung
Die Ursprünge der Kirche liegen wahrscheinlich zu Beginn des 12. Jahrhunderts, der heutige Bau geht aber – mit wenigen älteren Relikten – auf das 16. Jahrhundert zurück. In der ersten Hälfte des 17. Jahrhunderts wurde das Langhaus nach Süden hin vergrößert und der Turm erhöht. Im Turm befinden sich fünf Glocken, von denen zwei noch aus spätgotischer Zeit stammen (1533 und 1649). Im 18. Jahrhundert wurden die beiden Seitenkapellen erbaut. Weil die alte Dorfkirche durch die dichte städtische Besiedlung im Laufe des 20. Jahrhunderts viel zu klein geworden war, wurde sie von 1995 bis 1997 nach Plänen der Wiener Architekten Georg Bachmayr-Heyda und Zbigniew Domanski erweitert.
Das Innere der Kirche ziert eine vornehmlich barocke Einrichtung. Den einstigen Hochaltar schuf Veit Königer 1769. Von diesem Altar ist nur noch das Altarbild (Hl. Petrus in der Buße) erhalten. Bemerkenswert ist die in Stucco lustro-Technik ausgeführte Kanzel mit einem Relief der Berufung Petri und der Figurengruppe Verklärung Christi am Berg Tabor am Schalldeckel, geschaffen um 1740, vermutlich von Josef oder Marx Schokotnigg.

## Bilder-Galerie

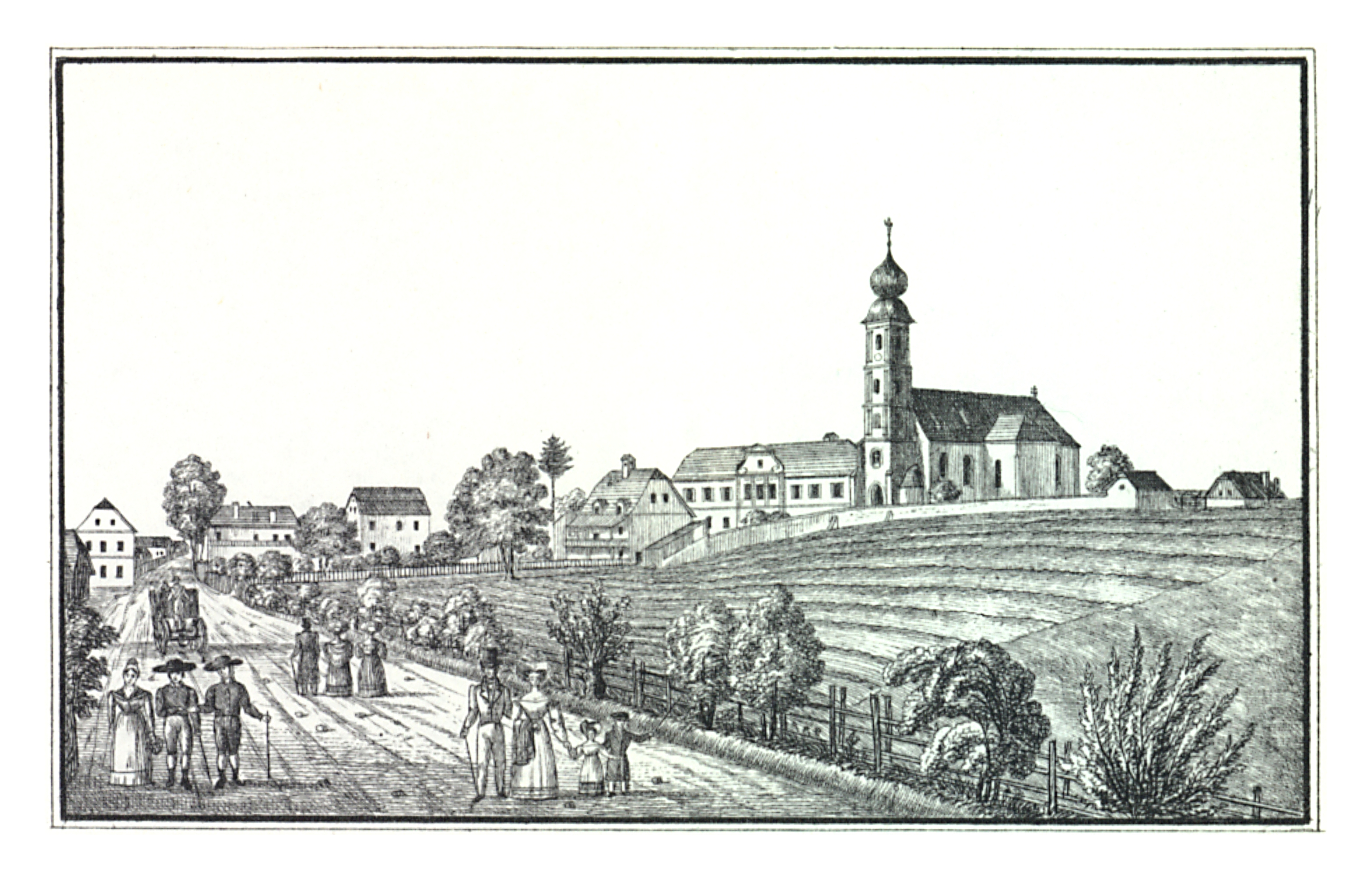
Pfarrkirche Graz-St. Peter um 1830, Lith. Anstalt J.F. Kaiser, Graz
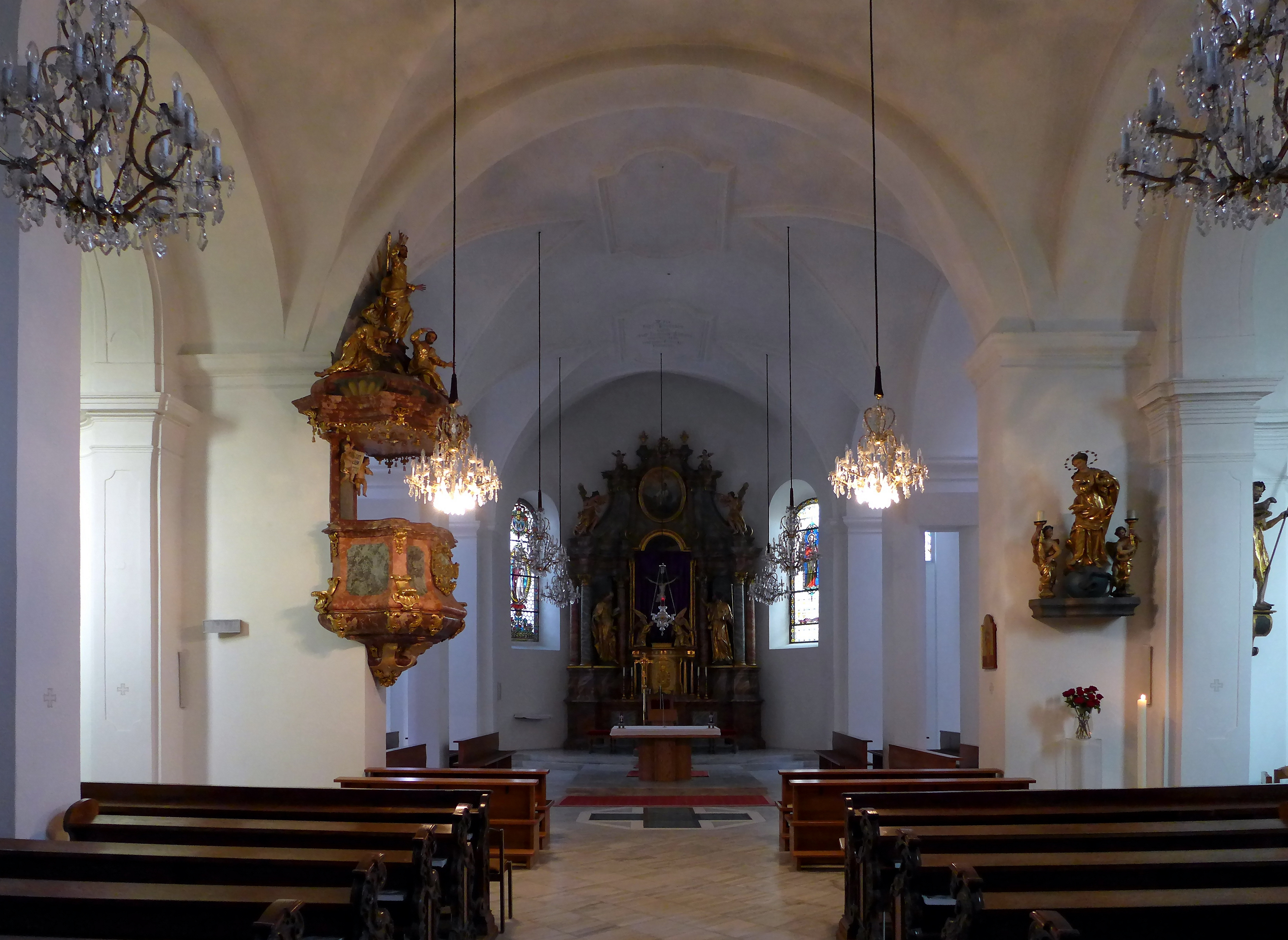
Innenraum
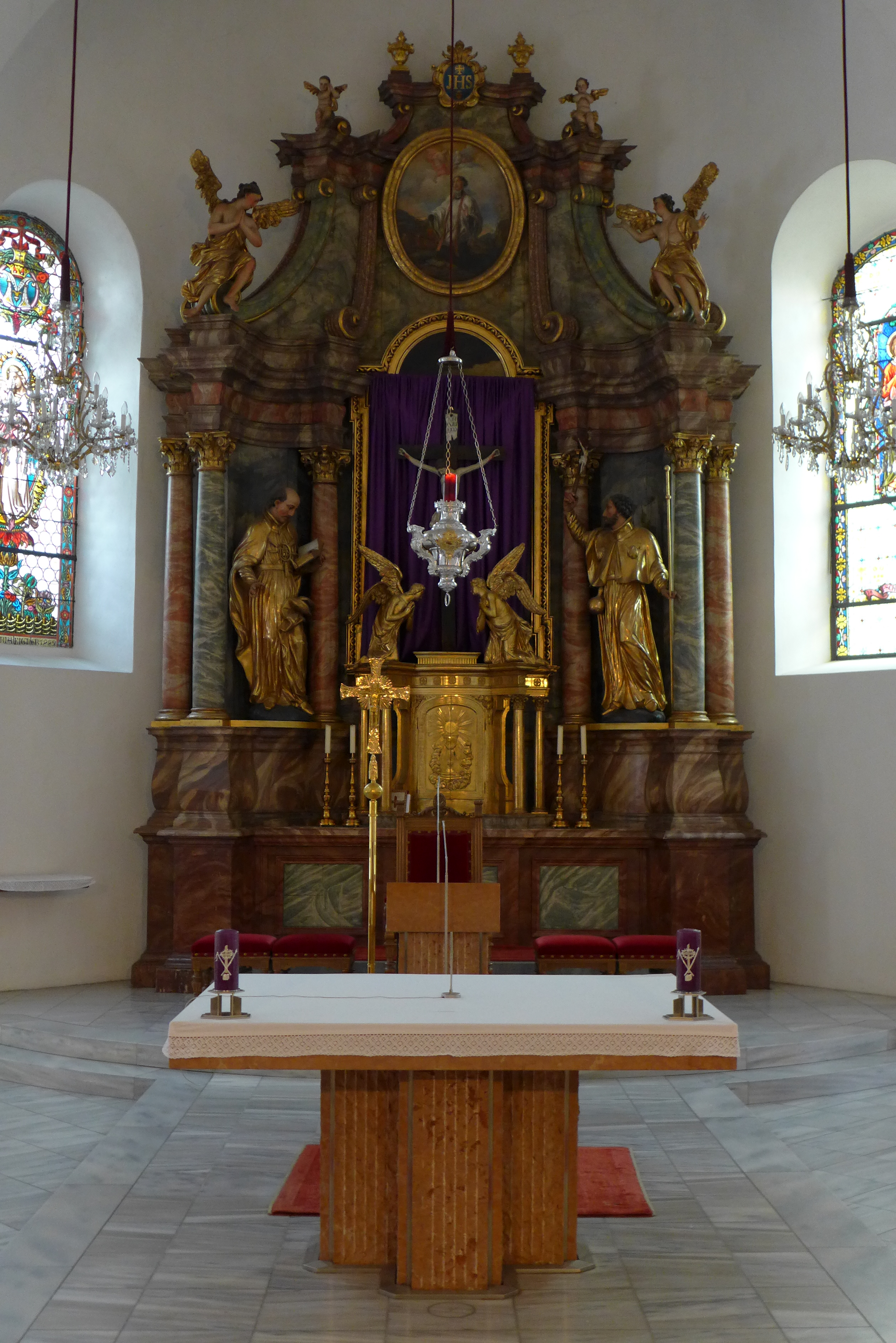
Altarraum
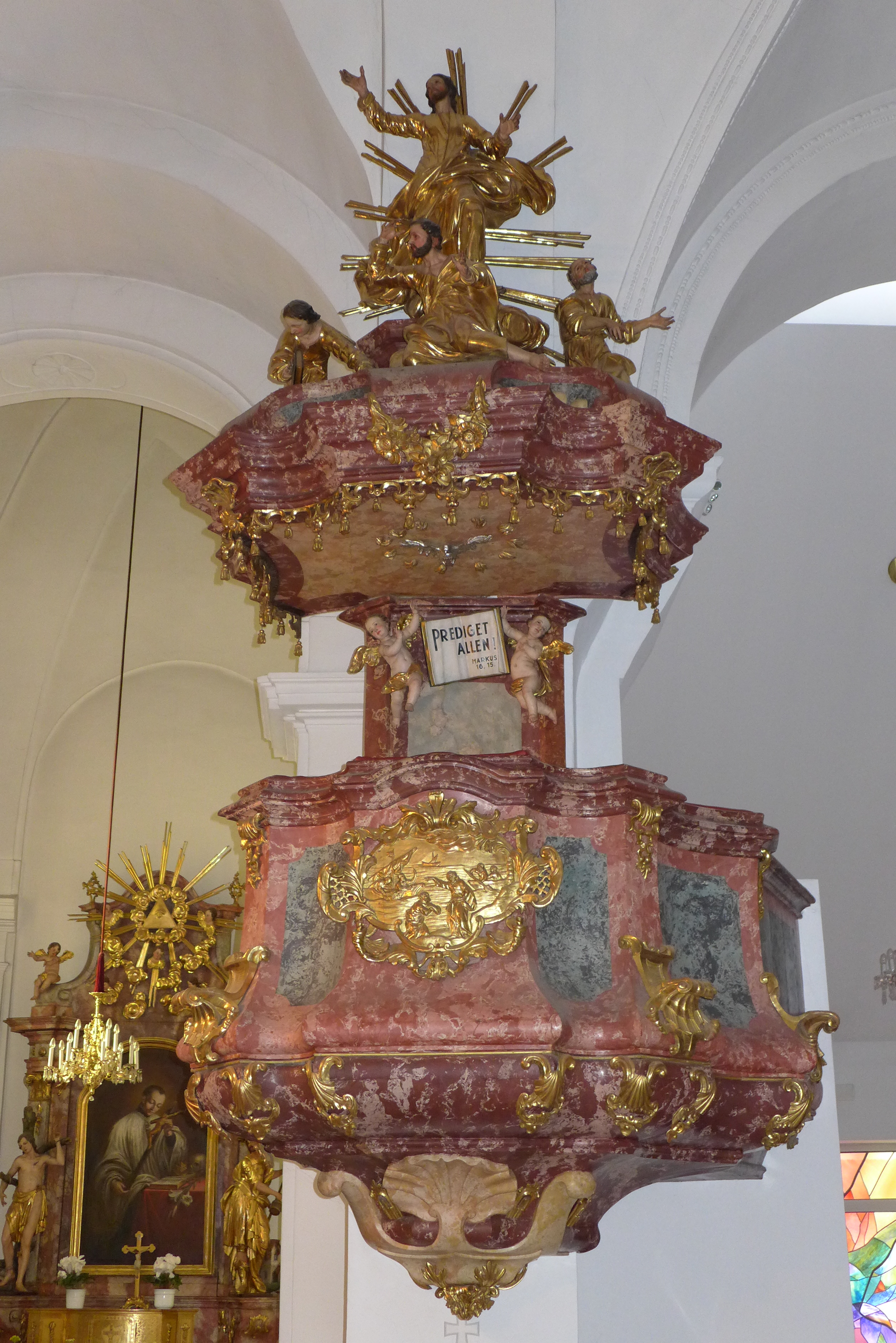
Kanzel